# 1. Liga (Polen) 2014/15
Die 1. Liga 2014/15 war die 67. Spielzeit der zweithöchsten polnischen Fußball-Spielklasse der Herren. Die Saison begann am 1. August 2014 und endete am 6. Juni 2015 und es nahmen insgesamt achtzehn Vereine an der Saison 2014/15 teil.
Absteiger aus der Ekstraklasa waren Zagłębie Lubin und Widzew Łódź. Aufsteiger aus der dritten polnischen Liga waren Wigry Suwałki, MKP Pogoń Siedlce, Chrobry Głogów und Bytovia Bytów.

## Teilnehmer
An der 1. Liga 2014/15 nahmen folgende 18 Mannschaften teil:
| - Arka Gdynia - Bytovia Bytów (Aufsteiger) - Chojniczanka Chojnice - Chrobry Głogów (Aufsteiger) - Dolcan Ząbki - Flota Świnoujście - GKS Katowice - GKS Tychy - Miedź Legnica - Olimpia Grudziądz - Pogoń Siedlce (Aufsteiger) - Sandecja Nowy Sącz - Stomil Olsztyn - Termalica Bruk-Bet Nieciecza - Widzew Łódź (Absteiger) - Wigry Suwałki (Aufsteiger) - Wisła Płock - Zagłębie Lubin (Absteiger) |

## Abschlusstabelle
| Pl. | Verein                       | Sp. | S  | U  | N  | Tore    | Diff. | Punkte |
| --- | ---------------------------- | --- | -- | -- | -- | ------- | ----- | ------ |
| 1.  | Zagłębie Lubin (A)           | 34  | 23 | 8  | 3  | 057:200 | +37   | 77     |
| 2.  | Termalica Bruk-Bet Nieciecza | 34  | 22 | 7  | 5  | 060:260 | +34   | 73     |
| 3.  | Wisła Płock                  | 34  | 20 | 9  | 5  | 050:250 | +25   | 69     |
| 4.  | Olimpia Grudziądz            | 34  | 15 | 8  | 11 | 046:370 | +9    | 53     |
| 5.  | Chojniczanka Chojnice        | 34  | 13 | 11 | 10 | 050:370 | +13   | 50     |
| 6.  | Dolcan Ząbki                 | 34  | 12 | 14 | 8  | 043:390 | +4    | 50     |
| 7.  | Stomil Olsztyn               | 34  | 12 | 13 | 9  | 047:470 | ±0    | 49     |
| 8.  | GKS Katowice                 | 34  | 14 | 6  | 14 | 044:410 | +3    | 48     |
| 9.  | Wigry Suwałki (N)            | 34  | 12 | 11 | 11 | 036:370 | −1    | 47     |
| 10. | Arka Gdynia                  | 34  | 10 | 13 | 11 | 038:390 | −1    | 43     |
| 11. | Chrobry Głogów (N)           | 34  | 10 | 11 | 13 | 041:450 | −4    | 41     |
| 12. | Miedź Legnica                | 34  | 11 | 7  | 16 | 044:450 | −1    | 40     |
| 13. | Bytovia Bytów (N)            | 34  | 10 | 10 | 14 | 039:450 | −6    | 40     |
| 14. | Sandecja Nowy Sącz           | 34  | 9  | 8  | 17 | 040:550 | −15   | 35     |
| 15. | Pogoń Siedlce (N)            | 34  | 7  | 9  | 18 | 034:530 | −19   | 30     |
| 16. | GKS Tychy                    | 34  | 6  | 10 | 18 | 031:560 | −25   | 28     |
| 17. | Widzew Łódź (A)              | 34  | 4  | 10 | 20 | 025:580 | −33   | 22     |
| 18. | Flota Świnoujście 1          | 34  | 9  | 9  | 16 | 026:460 | −20   | 36     |

| (A) | Absteiger aus der Ekstraklasa 2013/14 |
| (N) | Aufsteiger aus der 2. Liga 2013/14    |

### Relegation
Die beiden Relegationsspiele zwischen dem Fünfzehnten der 1. Liga und dem Vierten der 2. Liga wurden am 14. Juni 2015 und am 20. Juni 2015 ausgetragen.
| Datum                                                                         | Heim              | Ergebnis  | Gast              | Tore                                                              |
| ----------------------------------------------------------------------------- | ----------------- | --------- | ----------------- | ----------------------------------------------------------------- |
| 14. Juni 2015                                                                 | Pogoń Siedlce     | 1:1 (1:1) | Raków Częstochowa | 0:1 Reiman (59.), 1:1 Djoussé (90.)                               |
| 20. Juni 2015                                                                 | Raków Częstochowa | 2:2 (0:1) | Pogoń Siedlce     | 0:1 Calderón (39.), 1:1, 2:2 Reiman (51., 90.), 1:2 Djoussé (84.) |
| Damit schaffte Pogoń Siedlce aufgrund der Auswärtstorregel den Klassenerhalt. |                   |           |                   |                                                                   |

## Torschützenliste
| Pl. | Name                | Team                         | Tore |
| --- | ------------------- | ---------------------------- | ---- |
| 01. | Grzegorz Goncerz    | GKS Katowice                 | 21   |
| 02. | Emil Drozdowicz     | Termalica Bruk-Bet Nieciecza | 16   |
| 03. | Janusz Surdykowski  | Bytovia Bytów                | 15   |
| 04. | Tomasz Mikołajczak  | Chojniczanka Chojnice        | 14   |
| 05. | Krzysztof Janus     | Wisła Płock                  | 13   |
| 06. | Wołodymyr Kowal     | Stomil Olsztyn               | 12   |
| 07. | Maciej Kowalczyk    | GKS Tychy                    | 11   |
| 08. | Marek Gancarczyk    | Chojniczanka Chojnice        | 10   |
| 08. | Mateusz Szczepaniak | Miedź Legnica                | 10   |